# Paulina Gálvez
Paulina Margarita Gálvez Pineda là người đẹp thứ hai của Colombia giành được vương miện Hoa hậu Quốc tế vào năm 1999 tại Tokyo, Nhật Bản.
Ngoài ra trong cuộc thi này, cô còn được trao giải hoa hậu ảnh.